# Бучум (Бучум)
Бучум (рум. Bucium) насеље је у Румунији у округу Алба у општини Бучум. Oпштина се налази на надморској висини од 755 m.

## Историја
Према државном шематизму православног клира Угарске, 1846. године у месту су служила четири свештеника, од којих је један био поп Теодор Хуцовић. Број православних фамилија је износио 719.

## Становништво
Према подацима из 2002. године у насељу је живело 115 становника, од којих су сви румунске националности.